# Eugenia percivalii
Eugenia percivalii är en myrtenväxtart som beskrevs av Cyrus Longworth Lundell. Eugenia percivalii ingår i släktet Eugenia och familjen myrtenväxter. Inga underarter finns listade i Catalogue of Life.